# Icewind Dale
Icewind Dale é um jogo do gênero RPG desenvolvido pela Black Isle Studios e publicado pela Interplay Entertainment para Windows em 2000 e MacOS em 2002. 
É ambientado em Icewind Dale, região de tundra e clima gélido situado no extremo norte montanhoso do cenário de Forgotten Realms do universo de Dungeons & Dragons (D&D) e utiliza a 2ª edição.
O jogador explora as regiões frias e montanhosas controlando um grupo de personagens e batalhando yetis, orcs, goblins, golems, monks, ladrões, trolls, gigantes e diversos outros tipos de inimigos. O jogo é muito mais focado em combates e elementos de gameplay do que em história e desenvolvimento de personagens, como são conhecidos os outros jogos da Infinity Engine, fato que levou comparações aos jogos da série diablo.
O jogo recebeu uma expansão em 2001 chamada Icewind Dale: Heart of Winter e uma sequência em 2002, Icewind Dale II.

## Jogabilidade
A jogabilidade de Icewind Dale segue o formato de Baldur's Gate, jogo anterior da mesma desenvolvedora, e implementa a 2ª edição de Dungeons & Dragons, com regras e sistemas sendo gerenciadas automaticamente pelo computador. A interface do jogo se mantém a mesma às dos outros jogos da Infinity Engine, porém com algumas mudanças cosméticas e dessa vez o jogo é mais focado nos combates do que na história.
Os jogadores iniciam a jornada criando seu grupo de até seis personagens ou importá-los de um jogo anterior. Para cada novo personagem criado, o jogador deverá escolher um nome, raça, gênero, classe, alinhamento, pontos de habilidade e proficiência em armas. Essas escolhas serão fatores limitantes nas classes, raças, habilidades e alinhamentos que o personagem poderá ter. Personagens que tiverem um determinado alinhamento, estarão limitados à escolher determinadas classes, habilidades e tipos de armas que poderão utilizar.
Com o grupo formado, durante o jogo os personagens irão receber pontos de experiência ao derrotar inimigos e completar missões, que permitirão ao personagem subir de nível após conseguir pontos suficientes.

## Desenvolvimento
O jogo foi desenvolvido com a Infinity Engine, aos moldes dos jogos que a utilizaram anteriormente, Baldur's Gate e Planescape: Torment. Possui ambientes pré-renderizados, personagens baseados em sprites e câmera posicionada acima dos personagens proporcionando uma visão isométrica para os jogadores.

## Enhanced Edition
Um remake nomeado Icewind Dale: Enhanced Edition foi desenvolvido pela Beamdog e publicado pela Atari em 2014, para as plataformas Windows, OS X, Linux, Android e IOS. Essa versão inclui diversas melhorias gráficas e de interface, conteúdo extra, modo multiplayer e também a expansão Heart of Winter.